# HD 167720
HD 167720，又名BD-17 5112，SAO 161260、HR 6838，是一颗恒星，视星等为5.75，位于銀經13.63，銀緯-0.56，其B1900.0坐标为赤經18h 11m 22.5s，赤緯-17° -0.56′ 29″。